# Prenez garde au lion
Pour plus de détails, voir Fiche technique et Distribution.
Prenez garde au lion (titre original : The Chimp) est un film américain réalisé par James Parrott, sorti en 1932, mettant en scène Laurel et Hardy.

## Synopsis
Laurel et Hardy font partie d'un cirque, la maladresse « naturelle » du duo sur scène fait beaucoup rire les spectateurs, mais une maladresse de trop avec un canon trop chargé en poudre fait fermer le cirque. Ils sont à la rue avec un chimpanzé malin qu'ils ne sont pas arrivés à mettre en cage et suivis par un lion affamé. Ils cherchent un hôtel et arrivent chez quelqu'un à bout de nerfs qui attend le retour de son épouse. 

## Fiche technique
- Titre original : The Chimp
- Titre français : Prenez garde au lion
- Réalisation : James Parrott
- Scénario : H. M. Walker (dialogues)
- Photographie : Walter Lundin
- Montage : Richard C. Currier
- Producteur : Hal Roach
- Société de production : Hal Roach Studios
- Société de distribution : Metro-Goldwyn-Mayer
- Pays d’origine :  États-Unis
- Langue : anglais
- Format : Noir et blanc - 35 mm - 1,37:1  -  sonore
- Genre : Comédie
- Longueur : deux bobines
- Dates de sortie : 
  - États-Unis 21 mai 1932

## Distribution
Source principale de la distribution :
- Stan Laurel : Mr. Laurel
- Oliver Hardy : Mr. Hardy

Reste de la distribution non créditée :
- Bobby Burns : un locataire
- Baldwin Cooke : figuration
- Estelle Etterre : l'artiste de cirque licenciée
- James Finlayson : Monsieur Loyal
- Charles Gemora : Ethel, le chimpanzé
- Billy Gilbert : Joe le propriétaire d'Ethel
- Jack Hill : dans le public au cirque
- Lois Laurel : dans le public au cirque
- Dorothy Layton : figuration
- George Miller : un artiste du cirque
- William J. O'Brien : un artiste du cirque
- Tiny Sandford : Destructo
- Martha Sleeper : la femme du propriétaire d'Ethel